# Глодно (Люблінське воєводство)
Глодно (пол. Głodno) — село в Польщі, у гміні Лазіська Опольського повіту Люблінського воєводства.
Населення — 254 особи (2011).

## Демографія
Демографічна структура станом на 31 березня 2011 року:
|          | Загалом | Допрацездатний вік | Працездатний вік | Постпрацездатний вік |
| -------- | ------- | ------------------ | ---------------- | -------------------- |
| Чоловіки | 122     | 20                 | 82               | 20                   |
| Жінки    | 132     | 27                 | 65               | 40                   |
| Разом    | 254     | 47                 | 147              | 60                   |